# Chrystel Guillebeaud
Chrystel Guillebeaud (* 26. Juli 1971 in Paris) ist eine französische Tänzerin, Choreographin und Tai-Chi-Lehrerin.

## Leben
Sie nahm Gesangs- und Violinunterricht, wurde an der Pariser Oper im Fach Ballett (Modern Dance, Modern Jazz, Tango und Tai Chi) ausgebildet und studierte Bildende Kunst am Musée des Arts Décoratifs.
Von 1995 bis 2000 war sie festes Mitglied im Ensemble des Wuppertaler Tanztheaters unter Leitung von Pina Bausch.
Danach gründete sie zusammen mit ihrem Partner, dem Tänzer und Choreographen Chun-Hsien Wu, die „Compagnie Double C“. Seitdem tritt sie sowohl innerhalb der Compagnie als auch zusammen mit anderen Tänzerinnen/Tänzern und auch solo international auf. Daneben erteilt sie Unterricht in Tanz, Choreographie und Tai Chi.
Chrystel Guillebeaud lebt derzeit in Wuppertal.

## Auszeichnungen
Sie erhielt 2005 zusammen mit Chun-Hsien Wu den von der Heydt-Förderpreis der Stadt Wuppertal.

## Filmografie
- Kleine Meditationen über drei Elemente (Regie: Frank N)[2][3]
- PINA tanzt, tanzt, sonst sind wir verloren (Regie: Wim Wenders)
- SOUS LUI DU DEVANT (Regie: Chrystel Guillebeaud) Der Film wurde aus Rohmaterial für den Film Rosskur von Marlene Baum mit Genehmigung der Autorin zusammengestellt.